# SK Pegas Sedlčany
SK Pegas Sedlčany je sedlčanský softballový klub založený v roce 1995. Spolu s Tatranem a Sokolem je největší tělovýchovnou organizací v Sedlčanech. Oficiální název, pod kterým je klub registrován jako spolek ve spolkovém rejstříku vedeném Městským soudem v Praze, je Sportovní klub Pegas Sedlčany, z. s. 

## Softballový areál
Celý areál je kompletně oplocen a uzamčen, příjezd autem je možný až k hřišti, vedle hřiště je kapacitní odstavné parkoviště.
Na stadionu je regulérní softbalové hřiště - vnitřní pole písek s antukou (tvrdý povrch, možno trénovat i po větším dešti), zadní pole tráva (za zadním polem na jižní straně vysoké stromy – v létě příjemný stín).
Hřiště je vybaveno pevnými metami, backstop 32 x 8 m, vzdálenost domácí mety od backstopu 8 m, pevné kryté hráčské lavičky (12 m), dva bullpeny (domácí, hosté), tribuna, dva pálkařské tunely včetně přenosných zástěn, čtyři šatny s kuchyňkou a hygienickým zázemím (odděleně pro ženy a muže).
Od jara 2012 je na hřišti osazen mobilní homerunový plot.	

## Historie
Pegas vznikl na podzim roku 1995. U zrodu klubu stály dvě osoby: pánové Hynek Stejskal a Josef Bohůněk. Při založení SK se však nepodařilo dát dohromady potřebný počet dospělých. Muselo se tedy začít od dětí. V září roku 1995 vzniklo první softballové družstvo v Sedlčanech - družstvo starších žáků (kadetů). Od počátku roku 1997 se na činnosti klubu začíná aktivně podílet další známá osobnost českého softballu - Tomáš „Robur“ Doubek. V roce 1998 přestává být členství v klubu mužskou záležitostí a na podzim zmíněného roku je vytvořeno družstvo dívek - kadetek. Vydrželo ovšem pouze jednu sezónu (1999) a od roku následujícího (2000) hraje tým kadetů jako smíšené družstvo. Během prvních pěti let života SK proběhlo několik pokusů vytvořit družstvo mužů (v soutěži mužů se odehrály tři sezóny - 1997, 1999 a 2000). Právě v polovině roku 2000 opouští Robur na vlastní žádost místo kouče mužského týmu a v lednu 2001 odchází z klubu úplně. V sezóně 2001 nasadil Pegas do soutěže místo mužského týmu dorostence a tento kolektiv byl v roce 2002 základem pro znovuvytvořené družstvo mužů. To reprezentuje Sedlčany se střídavými úspěchy na různých stupních oblastní soutěže Pražského softballového svazu dosud. Podzim roku 2001 byl pro SK Pegas historicky důležitý založením dalšího družstva - družstva žen. V roce 2003 tento tým odehrál svůj první rok v pravidelné soutěži. V prosinci 2006 se podařilo dát dohromady patřičné množství dívek a po dlouhých sedmi letech byl založeno družstvo žaček. V současné době reprezentují Sedlčany družstva: muži, ženy, kadeti, kadetky a žáci. Od roku 2013 je SK Pegas pořadatelem amatérského turnaje "Sedlčanský Houmran".

## Historie hřiště
V roce založení začal oddíl trénovat na městském stadionu „Taverny“. Problémy s vyšlapaným trávníkem však hráče Pegasu donutily tento stadion opustit. Pokud měl klub v činnosti pokračovat, musel si vybudovat vlastní hřiště. Jako zázrakem se podařilo pronajmout pozemek doslova uprostřed města a jako druhý zázrak vypadalo vybudování dnešního stadionu. Od podepsání smlouvy o pronájmu (4.6.1997) uběhlo 10 měsíců a pomocí darů a peněz získaných od sponzorů, vlastní brigádnickou činností a především nezměrnou vůlí a touhou po vlastním hřišti byl stadion dokončen. Sezóna 1998 byla již kompletně odehrána na vlastním hřišti. Od té doby se tvář stadionu výrazně změnila – kryté hráčské lavičky, tribuna, pálkařský tunel apod. Dosud nejvýraznější a nejhodnotnější změnou pak bylo vybudování nových šaten s hygienickým zázemím v roce 2009.